# Benedetto Deodato
Benedetto Deodato (1826 – XIX sec.) è stato un politico italiano, deputato nella IX e X legislatura del Regno d'Italia.

## Biografia
Medico siciliano, era figlio di Calogero Deodato (proprietario di tre zolfatare nella contrada di Pampinello - denominata di Santa Caterina -, Pedarso e Sarmentara.). Il Deodato venne eletto nel 1865 a rappresentare il collegio di Petralia Soprana alla Camera nazionale dei deputati nel corso della IX legislatura del Parlamento. I voti del suo collegio furono così distribuiti: Deodato 206, Gaetano Spina 157, Corrado Lancia 76, Giovanni Bruno 44, Aitale 42.

Gli fu confermato il mandato altresì durante la X successiva legislatura.

Sedette al centro destro nell'Assemblea e prese parte abbastanza assidua ai lavori parlamentari. Votò contro la tassa sulla rendita. Il fratello Pietro fu sindaco di Villarosa e consigliere. Tale nucleo parentale discende dall'antica e nobile famiglia dei Deodato di Noto.

## Opere
- Lettere politiche, Firenze, Botta, 1869, 20 p.
- Riflessioni sul periodo parlamentare. Dal novembre 1869 all'agosto 1870, Firenze, Tip. G. Mariani, 1870, 62 p.
- Dopo sette anni. Arresto della Corte di cassazione di Palermo 15 marzo 1888. Deduzioni e riflessi per la Corte di rinvio dr. Benedetto Deodato contro Gioacchino Talamo, Dato e c., Palermo, Tip. fratelli Vena, 1888, 23 p.